# Daulatpur (ort i Indien, Himachal Pradesh, Kangra)
Daulatpur är en ort i Indien.   Den ligger i distriktet Kangra och delstaten Himachal Pradesh, i den norra delen av landet, 400 km norr om huvudstaden New Delhi. Daulatpur ligger 646 meter över havet och antalet invånare är 3 591.
Terrängen runt Daulatpur är kuperad västerut, men österut är den platt. Runt Daulatpur är det tätbefolkat, med 397 invånare per kvadratkilometer. Närmaste större samhälle är Yol, 13,4 km nordväst om Daulatpur. I omgivningarna runt Daulatpur växer i huvudsak blandskog.